# Cuerpo de la obra
El cuerpo de la obra  es el texto principal de un libro o folleto y puede estar dividido en varias partes, capítulos, etcétera. Cada encabezamiento, con numeración o título, o ambas cosas, es un capítulo. Las conclusiones se reservan para un capítulo final. Epílogo es una parte añadida al final de una obra literaria en la que se hace alguna consideración general acerca de ella o se da un desenlace a las acciones que no han quedado terminadas.
Quedan fuera del cuerpo de una obra impresa las páginas preliminares, el frontispicio, la anteportada, contraportada, portada, página de derechos, epígrafe, dedicatoria, las del prefacio, prólogo, presentación o introducción, advertencias, la síntesis, que suelen incluirse antes del texto principal.
Igualmente quedan al margen del cuerpo y texto principal de la obra otros elementos que componen el libro en la parte final, tales como una lista de abreviaturas, los apéndices o anexos, el glosario, los índices, concordancias, la bibliografía y el colofón.
- Datos: Q5793956